# Menhir du Pré de Camet
Pour les articles homonymes, voir Camet.
Le menhir du Pré de Camet est situé sur la commune de Plouvara dans le département français des Côtes-d'Armor.

## Protection
Le monument fait l’objet d’un classement au titre des monuments historiques depuis le 20 juillet 1964.

## Description
C'est un menhir de forme conique avec une base triangulaire. Il mesure 3,50 m de hauteur pour 1,50 m de largeur et 1,50 m d'épaisseur. Il est en granite à gros grains.
En 1874, une fouille à son pied mené par V. Micault recueillit des charbons de bois et des tessons de poterie.